# Темп (шахматы)
Темп
1. Ритм игры (развитие событий); может быть медленным (преимущественно в позиционной игре) или быстрым (в комбинационной игре).
2. В более узком значении — ход. В этом смысле темп можно выиграть, то есть опередить соперника в развитии на один ход, или потерять — занять пешкой или фигурой нужное поле не в 1, а в 2 хода. Потеря темпа особенно опасна в открытых дебютах (позициях) и в эндшпиле. Современная теория допускает потерю темпа, если она обусловлена особенностями позиции, например в дебюте можно сделать несколько ходов одной и той же фигурой, чтобы опровергнуть игру соперника. В эндшпиле темп приобретает важнейшее значение. Иногда единственный способ достижения цели — выигрыш или проигрыш темпа.

- Выигрыш темпа — по сравнению с другим развитием событий опережение соперника в осуществлении какого-то плана на 1 или более ходов.
- Проигрыш (потеря) темпа — передача очереди хода сопернику (по сравнению с текущей позицией или с другим развитием событий).